# Wojskowa Służba Wewnętrzna
Wojskowa Służba Wewnętrzna (WSW) – działająca w latach 1957–1990 wojskowa służba specjalna, będąca instytucją kontrwywiadu wojskowego i służby zabezpieczającej bezpieczeństwo Sił Zbrojnych PRL oraz utrzymania dyscypliny wojskowej. Na mocy art. 5 ust. 1 pkt 9 ustawy z dnia 18 grudnia 1998 r. o Instytucie Pamięci Narodowej – Komisji Ścigania Zbrodni przeciwko Narodowi Polskiemu WSW jest uznawana za organ bezpieczeństwa państwa.
Zadaniem WSW było zwalczanie szpiegostwa przeciwko SZ PRL, przeciwko przemysłowi zbrojeniowemu, zwalczanie dywersji politycznej (utrzymywanie ateizmu i marksizmu-leninizmu w wojsku), terroru, sabotażu, zapobieganie tworzenia nielegalnych związków wewnątrz SZ PRL, zwalczanie przestępczości pospolitej wśród żołnierzy, utrzymywanie dyscypliny wojskowej, werbowanie obcokrajowców w tym dyplomatów, mogących mieć informacje ważne dla PRL i SZ PRL itp.
WSW prowadziła także w ramach swoich możliwości wspieranie ww. działań sojuszniczych sił zbrojnych itp. WSW przejęła od komend garnizonów utrzymywanie porządku i dyscypliny, oraz ściganie przestępstw popełnionych przez personel Sił Zbrojnych PRL.

## Utworzenie WSW i zmiany organizacyjne

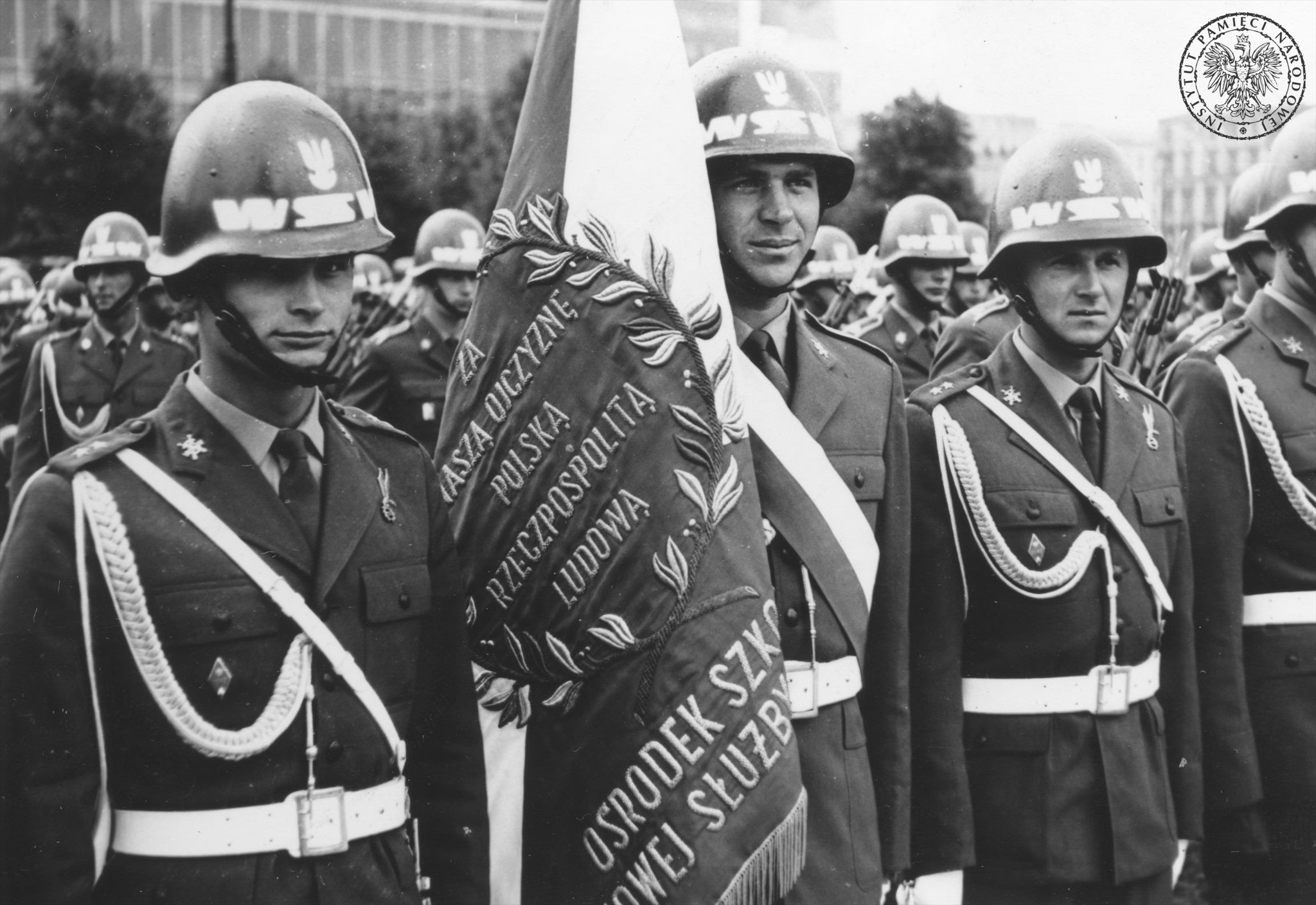
Poczet sztandarowy Centrum Szkolenia WSW z okazji Narodowego Święta Odrodzenia Polski w Warszawie, 22 lipca 1969 r.

Wojskowa Służba Wewnętrzna powołana została na mocy Rozkazu ministra obrony narodowej Mariana Spychalskiego nr O1/MON z 10 stycznia 1957 roku i Zarządzenia organizacyjnego nr 0013 szefa Sztabu Generalnego Aleksandra Kokoszyna z 21 stycznia 1957 roku o rozformowaniu Głównego Zarządu Informacji MON.

Rozkaz Ministra Obrony Narodowej nr 01/MON z dnia 10 stycznia 1957 w sprawie utworzenia Wojskowej Służby Wewnętrznej
Dotychczasowa struktura organizacyjna oraz zakres działania i metody pracy organów Informacji Wojska Polskiego nie zapewniają właściwego zabezpieczenia wojska przed wrogą działalnością oraz skutecznego zwalczania przestępczości w wojsku. Również istniejąca obecnie organizacja kontroli nad przestrzeganiem dyscypliny i porządku wojskowego oraz regulaminowych zasad zachowania się żołnierzy w czasie przebywania poza jednostkami wojskowymi nie zapewnia należytego spełnienia tego zadania. W związku z powyższym w celu właściwego i skutecznego zabezpieczenia wojska przed wrogą działalnością, szybszego i skuteczniejszego wykrywania przestępstw i zapobiegania ich popełnianiu oraz w celu zwiększenia i zaostrzenia kontroli nad przestrzeganiem przez żołnierzy poza rejonami zakwaterowania jednostek wojskowych dyscypliny, porządku wojskowego i regulaminowych zasad zachowania się
rozkazuję:
1. Rozformować organy Informacji Wojska Polskiego.
2. W miejsce rozformowanych organów Informacji Wojska Polskiego utworzyć Wojskową Służbę Wewnętrzną [...] do dnia 1 lutego 1957 r.

Głównym powodem rozformowania „Informacji Wojskowej” była rola, jaką odegrała w czasach stalinizmu w Polsce. Tak zwana Informacja Wojskowa brała czynny udział obok bezpieki Ministerstwa Bezpieczeństwa Publicznego w walce z żołnierzami wyklętymi, od 1944 roku, kiedy rozpoczęły się aresztowania żołnierzy Armii Krajowej i nie tylko. Do 1957 roku Główny Zarząd Informacji Wojska Polskiego aresztował ok. 17 tys. osób cywilnych i żołnierzy.
W następnych pięciu latach w Szefostwie WSW dokonano niewielkich zmian strukturalno-organizacyjnych:
- 8 czerwca 1957 roku Kurs Doskonalenia Oficerów WSW w Mińsku Mazowieckim został przeformowany w Ośrodek Szkolenia WSW.
- 10 grudnia 1958 roku w podporządkowanie WSW został przyjęty 14 batalion wartowniczy, który przemianowano na batalion ochrony WSW.
- 19 grudnia 1959 roku Zarządowi II WSW została podporządkowana 13 kompania regulacji ruchu.
- 30 czerwca 1962 roku z połączenia batalionu ochrony WSW i 13 kompanii regulacji ruchu został sformowany pułk ochrony i regulacji ruchu.
- 24 czerwca 1965 roku zarządzeniem Prezesa Rady Ministrów z 24 czerwca 1965 roku w struktury Ministerstwa Obrony Narodowej zostały włączone organa WSW KBW i WOP. Jednostki WSW WOP na skutek zarządzenia z 29 września 1971 r. Ministra Spraw Wewnętrznych i Ministra Obrony Narodowej powróciły w 1971 r. w podporządkowanie Ministerstwa Spraw Wewnętrznych.

Z dniem 24 lutego 1966 WSW przejęła rozformowane jednostki WSW Korpusu Bezpieczeństwa Wewnętrznego i Wojsk Ochrony Pogranicza, a w 1969 w okręgach wojskowych sformowano wydziały WSW dywizji. Zarządzeniem organizacyjnym szefa Sztabu Generalnego nr 054 z 18 września 1971 utworzono Oddział WSW Jednostek Wojskowych MSW, któremu podporządkowano pięć wydziałów w terenie. W tym też roku Wojska Ochrony Pogranicza ponownie podporządkowano MSW i Oddział WSW WOP przekazano do resortu spraw wewnętrznych. Na podstawie Zarządzenia nr 063/Org. szefa Sztabu Generalnego WP z 23 listopada 1978 oraz Zarządzenia nr 05 z 20 marca 1979 Oddział WSW Marynarki Wojennej został przekształcony w Zarząd WSW Marynarki Wojennej.

## Zakres działania WSW

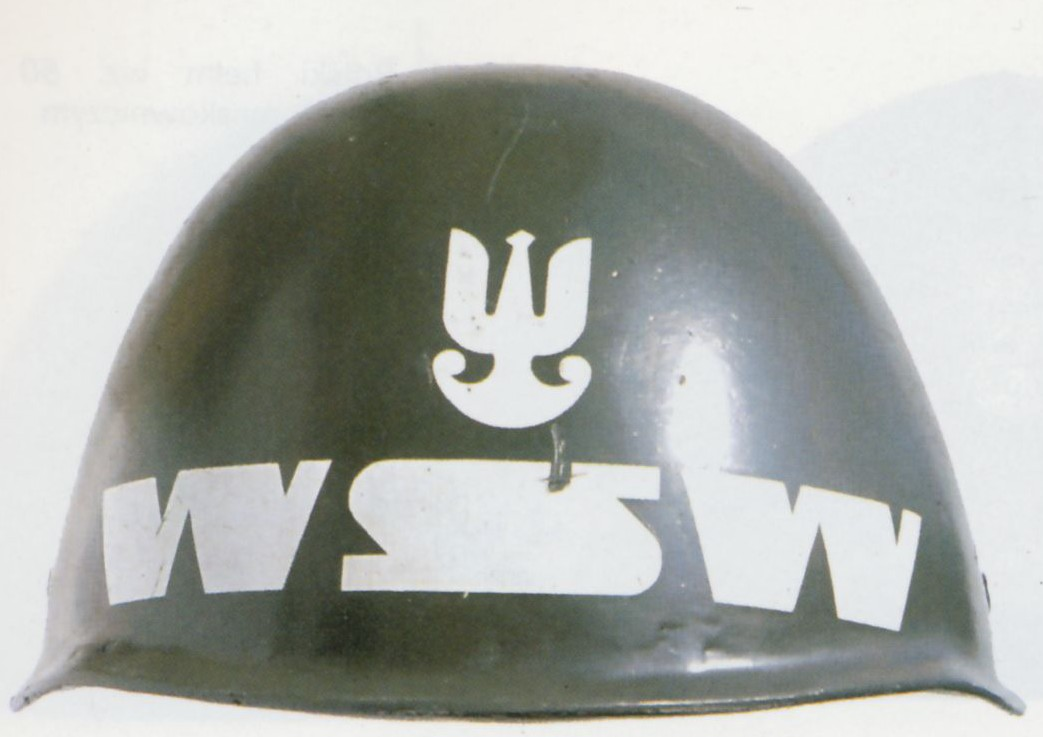
Hełm wz. 70

Rozkaz ministra obrony narodowej nr 01/MON z dnia 10 stycznia 1957 w sprawie utworzenia Wojskowej Służby Wewnętrznej określał także zakres jej działania. Przewidywał on:
- walka ze szpiegostwem, aktami terrorystycznymi, dywersją, sabotażem i innego rodzaju wrogą działalnością wymierzoną przeciwko siłom zbrojnym
- wykrywanie innych przestępstw i zapobieganie ich popełnianiu
- wykonywanie obowiązków związanych z prowadzeniem dochodzeń w sprawach karnych w wojsku
- czuwanie nad przestrzeganiem dyscypliny i porządku wojskowego oraz regulaminowego zachowania się żołnierzy podczas przebywania poza rejonami zakwaterowania jednostek wojskowych

Ten sam rozkaz nadał organom Wojskowej Służby Wewnętrznej uprawnienia do:
- przeglądania za wiedzą właściwych dowódców w uzasadnionych przypadkach dokumentów znajdujących się w jednostkach wojskowych z wyjątkiem dokumentów szyfrowych, mobilizacyjnych i operacyjnych
- dokonywania wszelkich czynności związanych z prowadzeniem dochodzeń w sprawach karnych w granicach i na zasadach określonych w przepisach wojskowych postępowania karnego
- legitymowania i dokonywania zatrzymań żołnierzy znajdujących się poza rejonami zakwaterowania jednostek wojskowych w przypadkach podejrzenia popełnienia czynu przestępnego (sic!), naruszania dyscypliny, porządku wojskowego i regulaminowych zasad zachowania się na zasadach określonych w kodeksie wojskowego postępowania karnego oraz w regulaminach i innych przepisach wojskowych

Niektóre zadania zlecano wyspecjalizowanym strukturom Służby Bezpieczeństwa Ministerstwa Spraw Wewnętrznych. Dotyczyło to kontroli korespondencji, tym zajmowało się Biuro W MSW (Biuro W – perlustracji korespondencji) oraz podsłuchów zakładanych w systemie cywilnej łączności telefonicznej, tym zajmowało się Biuro T MSW.

## Struktura organizacyjna WSW
Struktura WSW w chwili powstania:
- Szefostwo WSW (z podległym Oddziałem WSW w Warszawie)
- Zarząd WSW Warszawskiego Okręgu Wojskowego (oddziały WSW w Modlinie, Giżycku[a], Krakowie i Dęblinie; wydziały WSW w Rzeszowie, Lublinie, Olsztynie i Ełku)
- Zarząd WSW Pomorskiego Okręgu Wojskowego (oddziały WSW w Koszalinie, Wałczu[a], Elblągu, Bydgoszczy i Szczecinie; wydziały WSW w Gdańsku, Grudziądzu[b] i Szczecinku)
- Zarząd WSW Śląskiego Okręgu Wojskowego (oddziały WSW w Katowicach, Krośnie Odrzańskim, Wrocławiu, Poznaniu, Łodzi[c], Opolu i Żaganiu[d])
- Oddział WSW Marynarki Wojennej[e] (oddział WSW w Gdyni-Oksywiu; wydziały WSW w Ustce, Świnoujściu i w Helu)

Z dniem 1 czerwca 1958 został utworzony nowy zarząd:
- Zarząd WSW Wojsk Lotniczych i Obrony Przeciwlotniczej Obszaru Kraju[g] (oddziały WSW Lotnictwa Operacyjnego w Poznaniu, 1 Korpusu OPL OK w Warszawie, 2 Korpusu OPL OK w Bydgoszczy, 3 Korpusu OPL OK we Wrocławiu oraz szkół lotniczych w Radomiu)

Struktura szefostwa WSW w pierwszych latach
Podległy Szefowi aparat centralny otrzymał nazwę Szefostwa. Przez pierwszą dekadę istnienia Wojskowa Służba Wewnętrzna dzieliła się na dwa podstawowe piony: operacyjny i porządkowo-dochodzeniowy, nadzorowane przez dwóch Zastępców Szefa WSW. Pion operacyjny (kontrwywiadowczy) był pionem wiodącym. W sierpniu 1961 roku, zarządzeniem Nr 790/MON Ministra Obrony Narodowej z dnia 23 sierpnia 1961 roku, utworzono dodatkowe stanowisko Zastępcy Szefa WSW do spraw politycznych.
- Zarząd I (kontrwywiad wojskowy): Odpowiadał za realizacje i kontrolę osłony kontrwywiadowczej jednostek wojskowych oraz zakładów specjalnych (przemysł zbrojeniowy).
  - Oddział I (ochrona tajemnicy i profilaktyka)
  - Oddział II (kontrwywiad ofensywny, dokonywanie werbunków OZI, prowadzenie tzw. gier operacyjnych)
  - Oddział III – (zwalczanie dywersji ideologicznej)
  - Oddział IV – (analiza kontrwywiadowcza)
- Zarząd II (porządkowo-dochodzeniowy)
  - Oddział I (prowadzenie dochodzeń i współpraca z Naczelną Prokuraturą Wojskową i Komendą Główną Milicji Obywatelskiej)
  - Oddział II (nadzór nad służbami patrolowymi, porządkowo-ochronnymi oraz regulacji ruchu związków taktycznych, oddziałowi II podlegał także batalion ratowniczy byłego GZI WP)
  - Oddział III (prowadzenie pracy operacyjno-poszukiwawczej w pionie dochodzeniowym[5])
  - Oddział IV (badanie efektywności pionu dochodzeń oraz praca kontrolno-instruktażowa)
  - Główny Inspektorat Samochodowy (prowadzenie inspekcji wojskowych środków transportu)
- Samodzielny Oddział III – (Specjalny) (wykonywał zadania usługowe o charakterze kontrwywiadowczym)
  - Wydział I (ochrona ministra obrony narodowej oraz jego najbliższej rodziny)
  - Wydział II (instalacja podsłuchów, dokonywanie tajnych przeszukań w mieszkaniach)
  - Wydział III (obserwacja)
  - Wydział IV (obsługa podsłuchów (głównie wojskowych linii telefonicznych))
  - Wydział V (radiokontrwywiad, wykrywanie obcych radiostacji nadawczych)
- Samodzielny Oddział IV
  - administracja
  - kancelaria tajna
  - ewidencja operacyjna
  - archiwum
  - łączność kodowaną i szyfrową
  - sprawy mobilizacyjne
  - legalizacja dokumentów
  - opiniowanie żołnierzy przewidzianych przez MON do awansów na wyższe stopnie wojskowe.
- Wydział Kadr
- Oddział Polityczny
- Ośrodek Szkolenia WSW w Mińsku Mazowieckim

Struktura szefostwa WSW w latach siedemdziesiątych XX w.
Organizacja szefostwa i zakres działania komórek organizacyjnych:
- Wydział Polityczny (praca partyjno-polityczna i kulturalno-oświatowa w szefostwie WSW)
- Zarząd I (osłona kontrwywiadowcza Sztabu Generalnego, Instytucji Centralnych MON, akademii wojskowych na terenie garnizonu Warszawa i Zarządu II Sztabu Generalnego)
- Zarząd II (prowadzenie spraw o charakterze szpiegowskim, zabezpieczenie przed rozpoznaniem radioelektronicznym, zabezpieczenie kontrwywiadowcze jednostek i obiektów wojskowych)
- Oddział III (obserwacja zewnętrzna, instalowanie urządzeń techniki operacyjnej, wywiady i ustalenia operacyjne, ochrona ministra obrony narodowej)
- Oddział IV (ewidencja operacyjna i archiwum WSW, prace organizacyjno-mobilizacyjne, łączność szyfrowa i nadzór nad kompanią ochrony Szefostwa WSW)
- Oddział V (praca dochodzeniowo-śledcza oraz postępowania przygotowawcze w sprawach o przestępstwa przeciwko państwu i przestępstwa popełnione przez żołnierzy)
- Oddział VI (służba porządkowa – prewencja)
- Oddział Szkolenia i Analiz (programy i materiały pomocnicze do szkolenia kontrwywiadowczego, okresowe biuletyny informacyjne, sprawozdania i informacje)
- Oddział Kadr
- Wydział Finansów
- Ośrodek Techniki Operacyjnej Szefostwa WSW
- Węzeł Łączności Szefostwa WSW
- kompania samochodowa Szefostwa WSW

Struktura WSW w 1990
Szefostwo WSW:
- Zarząd I (kontrwywiadowcza ochrona instytucji centralnych Ministerstwa Obrony Narodowej)
- Zarząd II (dochodzeniowo-prewencyjny, w zarządach Okręgów Wojskowych i Rodzajów Sił Zbrojnych oddziały II, w oddziałach terenowych wydziały II, delegatury WSW)
- Zarząd III (kontrwywiadowczy, w zarządach Okręgów Wojskowych i Rodzajów Sił Zbrojnych oddziały III, w oddziałach terenowych wydziały III)
- Zarząd IV (obserwacji i techniki operacyjnej, w zarządach Okręgów Wojskowych i Rodzajów Sił Zbrojnych oddziały IV)
- Zarząd V (administracja, szkolenie, w oddziałach terenowych wydziały V)
- Oddział Kadr
- Oddział Finansów
- Oddział Zabezpieczenia

Jednostki terenowe:
- na szczeblu Okręgów Wojskowych (OW): Zarządy WSW Warszawskiego, Śląskiego i Pomorskiego OW;
- na szczeblu Rodzajów Sił Zbrojnych: Zarządy WSW Marynarki Wojennej i Wojsk Lotniczych i Obrony Powietrznej oraz Oddział WSW Warszawa.

Zarządom były podporządkowane:
- Oddziały i Wydziały WSW, których zadaniem była kontrwywiadowcza ochrona korpusów, dywizji, pułków, samodzielnych batalionów (kompanii) i innych obiektów o specjalnym przeznaczeniu[8].

## Liczebność WSW
Ze względu na przejęcie od komend garnizonów dodatkowych funkcji porządkowych, Wojskowa Służba Wewnętrzna nie była formacją mniej liczną od byłego Głównego Zarządu Informacji WP. W 1960 roku liczyła 4230 żołnierzy, w tym 1348 oficerów, 1069 podoficerów oraz 1813 szeregowców. W późniejszym czasie jej liczebność znacznie wzrosła.

### Liczebność OZI WSW MON
Po rozwiązaniu GZI MON w 1957 r. spadła liczba tajnych współpracowników części ds. kontrwywiadu wojskowego. W grudniu 1957 roku było ich 2100.
W okresie działania tzw. pierwszej „Solidarności” i w stanie wojennym w PRL oraz w latach następnych do rozwiązania WSW znacząco wzrosła liczba osób pozyskanych do współpracy.
W 1986 roku Wojskowa Służba Wewnętrzna korzystała z zasobu agenturalnego zawierającego ponad 16 tys. OZI. Żołnierze operacyjni prowadzący OZI, w celu odbierania raportów i zlecania im zadań spotykali się w ponad tysiącu mieszkań i lokali konspiracyjnych pozostających w dyspozycji WSW. Znaczącą część tej liczby stanowili cywile.

## Kadra i szkoły WSW
Przygotowaniem kadr zajmowała się od lipca 1945 roku Szkoła Oficerów Informacji, która trzy lata później przekształcona została w Oficerską Szkołę Informacji Wojska Polskiego w Wesołej pod Warszawą. W październiku 1955 roku została przeniesiona do Mińska Mazowieckiego i przeformowana w Kurs Doskonalenia Oficerów Informacji, a następnie w Ośrodek Szkolenia WSW i ostatecznie w Centralny Ośrodek Szkolenia Wojskowej Służby Wewnętrznej im. Feliksa Dzierżyńskiego w Mińsku Mazowieckim. Począwszy od 1960 roku dziesięciu absolwentów ośrodka kierowano na Wyższe Kursy Kontrwywiadu Wojskowego Komitetu Bezpieczeństwa Państwowego ZSRR w Nowosybirsku (podległe Trzeciemu Zarządowi Komitetu Bezpieczeństwa Państwowego ZSRR). Od 1967 roku w strukturze COS WSW działała Szkoła Chorążych WSW przyjmująca co roku kilkunastu- kilkudziesięciu maturzystów i kształcąca kadetów na chorążych zawodowych WSW oraz Podoficerska Szkoła Zawodowa WSW kształcąca elewów na rocznych kursach podoficerów (absolwent szkoły otrzymywał stopień kaprala) zawodowych WSW. W styczniu 1974 roku otwarto w ośrodku Szkołę Oficerów Rezerwy, która w 1981 roku została przemianowana na Szkołę Podchorążych Rezerwy WSW. Do obu szkół – na podstawie ówcześnie obowiązujących przepisów o powszechnym obowiązku obrony PRL – kierowano na roczne przeszkolenie absolwentów szkół wyższych, najczęściej magistrów prawa, politologii itp. Absolwentem SOR WSW był między innymi Bogusław Pacek, późniejszy generał dywizji i Komendant Główny Żandarmerii Wojskowej.

## Koordynacja współpracy między WSW MON a Trzecim Zarządem Głównym KGB ZSRR
Od 1956 roku koordynacją współpracy pomiędzy WSW (jeszcze wtedy GZI WP) a kontrwywiadem w SZ ZSRR zajmował się szef oficerów łącznikowych KGB do spraw kontrwywiadu wojskowego. Zazwyczaj był on jednocześnie III zastępcą szefa Misji Łącznikowej KGB przy Ministerstwie Spraw Wewnętrznych.

## Likwidacja WSW

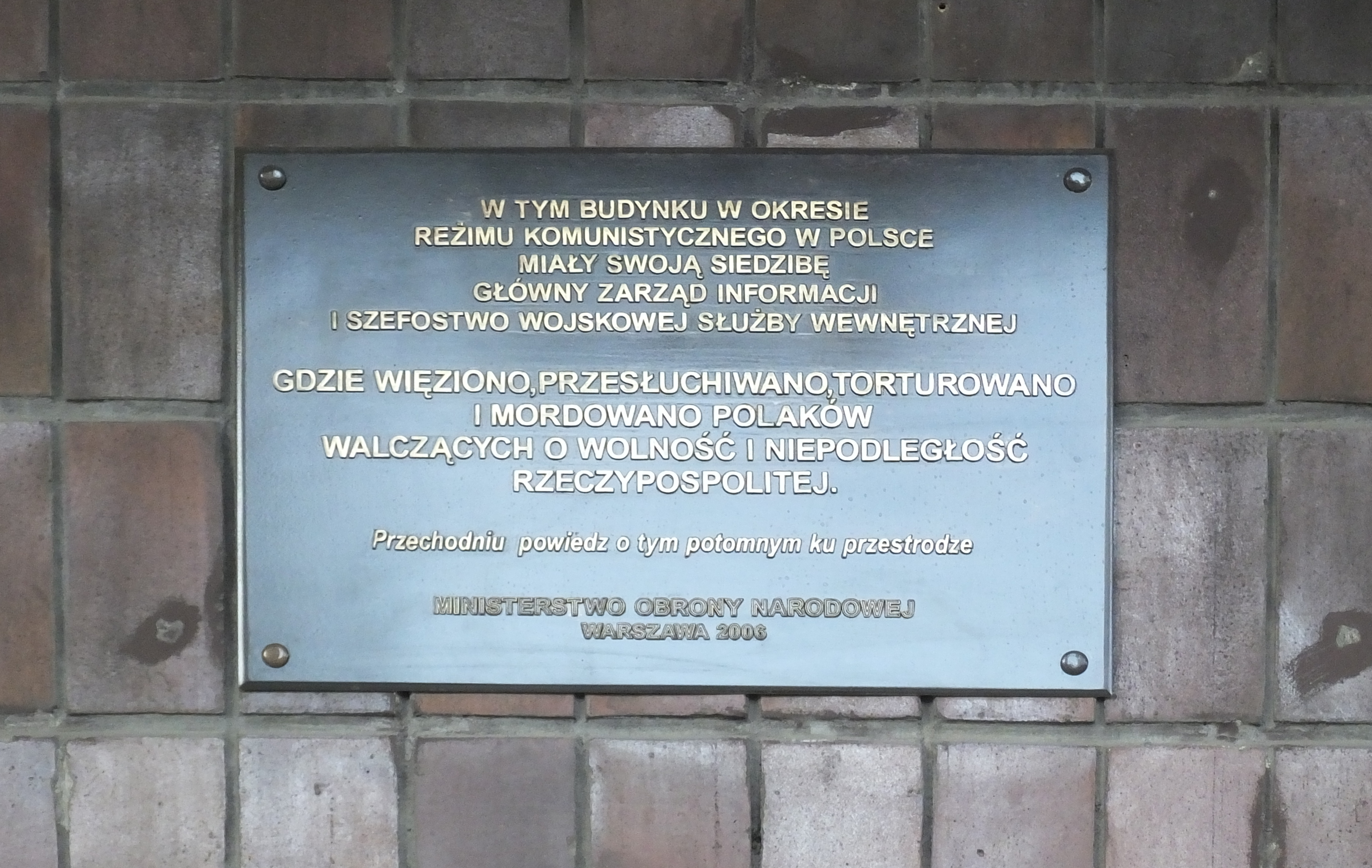
Tablica upamiętniająca ofiary z okresu PRL, umieszczona na budynku dawnej siedziby GZI i szefostwa WSW przy ul. Chałubińskiego 3b

Organy kontrwywiadu i wywiadu wojskowego Polski Ludowej zostały formalnie zlikwidowane w RP na początku lat 90 XX wieku. We wrześniu 1988 roku zniszczono pierwszą partię (11 ton teczek osobowych źródeł informacji) dokumentów ilustrujących historię poprzednika WSW – zlikwidowanej w 1957 roku tzw. Informacji Wojskowej
, odpowiedzialnej w czasach stalinowskich za zbrodnie i represje w Wojsku Polskim, a kierowanej przez oddelegowanych w tym celu oficerów Trzeciego Zarządu Głównego MGB ZSRR i GRU. Kolejnych pięć ton teczek IW zostało zniszczonych w październiku 1989 roku. Akcję nadzorował płk Mieczysław Kacprzyk.
Szefostwo Wojskowej Służby Wewnętrznej zostało zlikwidowane rozkazem Ministra ON z 18 kwietnia 1990 roku. Tworząc nowe służby ze zlikwidowanej WSW wyodrębniono pion porządkowo-dochodzeniowy i utworzono Żandarmerię Wojskową, a pion kontrwywiadowczy przyłączono do działającego wywiadu wojskowego Zarządu II SG, nowej instytucji wojska nadano nazwę Służby Wywiadu i Kontrwywiadu Zarządu II SG WP. Te z kolei w 1991 roku przeformowano w Inspektorat Wojskowych Służb Informacyjnych MON.
Zmiany te miały głównie organizacyjny charakter i nie doprowadziły do głębszej merytorycznej i kadrowej reformy tej służby.
Natomiast funkcje policyjne (pionu porządkowo-dochodzeniowego) przejęła Żandarmeria Wojskowa z Komendą Główną ŻW w Warszawie, powołana zarządzeniem Ministra Obrony Narodowej w 1990 roku (w ten sposób reaktywowano tradycję przedwojennej Żandarmerii Wojska Polskiego, formalnie rozwiązanej w 1949 roku w Polskich Siłach Zbrojnych na Zachodzie).
Obecnie Żandarmeria Wojskowa realizuje część zadań dawnej WSW w zakresie profilaktyki i zapobiegania przestępczości oraz zjawiskom patologicznym w Siłach Zbrojnych RP, działalności dochodzeniowo-śledczej, przestrzegania dyscypliny wojskowej i działalności prewencyjnej.

## Umundurowanie żołnierzy WSW
Żołnierze pionu prewencji Wojskowej Służby Wewnętrznej w wojskach lądowych jako służba mundurowa nosili białe otoki na czapkach garnizonowych, a podczas patroli hełmy z dużym białym napisem „WSW”, białe pasy główne i białe sznury służbowe, zawieszane na lewym ramieniu.

Oznaka rozpoznawcza rodzaju służby
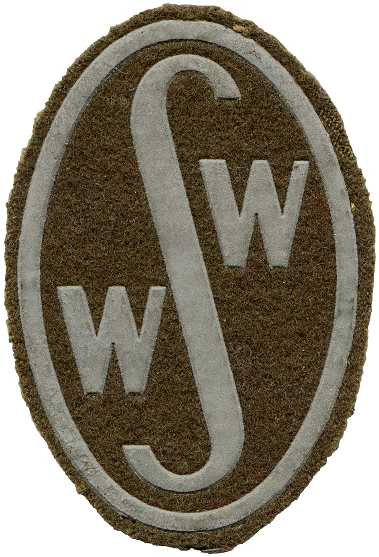
Oznaka rozpoznawcza
Oznaka specjalisty wojsk lądowych
Oznaka specjalisty wojsk lotniczych
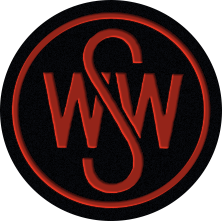
Oznaka specjalisty marynarki wojennej dla żołnierzy zasadniczej służby wojskowej – typ 1
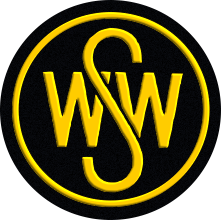
Oznaka specjalisty marynarki wojennej dla żołnierzy zawodowych – typ 1
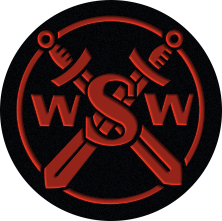
Oznaka specjalisty marynarki wojennej dla żołnierzy zasadniczej służby wojskowej – typ 2
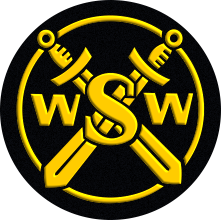
Oznaka specjalisty marynarki wojennej dla żołnierzy zawodowych – typ 2

## Żołnierze WSW
Szefowie WSW i ich zastępcy

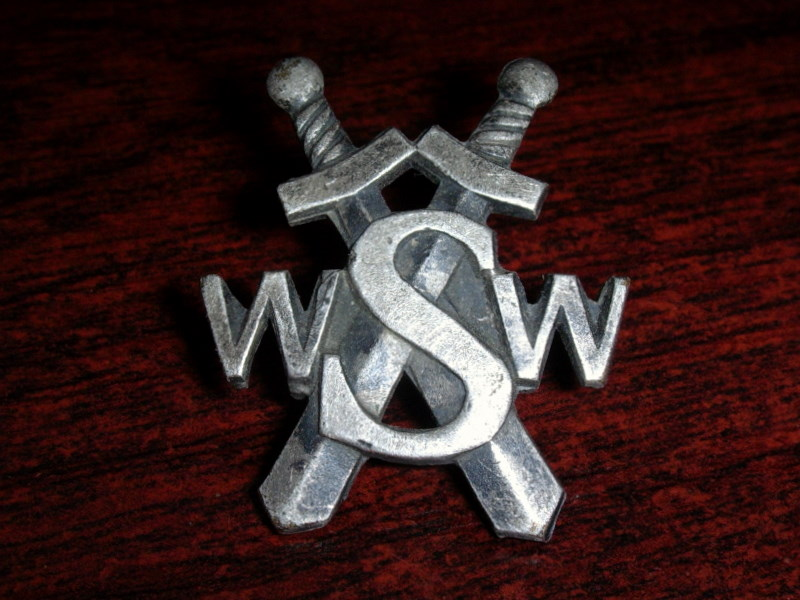
„korpusówka” WSW

Na czele WSW stał szef służby. W latach 1957–1990 obowiązki szefa WSW pełnili kolejno:
- gen. bryg. Aleksander Kokoszyn (10 stycznia 1957 – 14 listopada 1964)
- gen. bryg./dyw. Teodor Kufel (p.o. 14 listopada 1964 – 24 czerwca 1965 i szef 1965 – 1979)
- gen. dyw. Czesław Kiszczak (1979 – 1981)
- gen. dyw. Edward Poradko (1981 – 1986)
- gen. bryg. Edmund Buła (15 sierpnia 1986 – 31 sierpnia 1990)

Zastępcy szefa WSW:
- płk Tadeusz Pietrzak (1957–1961)
- płk Edward Radzieńczak (17 I – 27 VI 1957)
- płk Teodor Kufel – szef Zarządu I (22 I 1962 – 14 XI 1964)
- płk Mieczysław Grudzień – szef Wydziału Politycznego (1962–1965)
- płk Jerzy Mrówczyński (1964–1967, do 1965 p.o.)
- płk Czesław Kiszczak (13 VII 1967 – 3 I 1973)
- płk Wiktor Siennicki (1971-1979)
- płk Marian Łoskot (16 XI 1973 – 19 III 1979)
- płk Władysław Mrowiec (1979–1981)
- płk Edmund Buła (1981–1986)
- płk Antoni Kubicki (198?–198?)
- płk Jerzy Pawlak (198? – 26 VII 1989)
- płk Marian Wichrzyński (26 VII 1989 – 1989/90)

Przodujący żołnierze WSW
W latach 1973–1987 czternastu żołnierzy Wojskowej Służby Wewnętrznej zostało wyróżnionych wpisem do „Honorowej Księgi Czynów Żołnierskich”. Wśród wyróżnionych było trzynastu oficerów starszych i jeden chorąży, któremu wyróżnienie zostało przyznane pośmiertnie. Wśród wyróżnionych oficerów znalazło się czterech zastępców szefa służby i czterech szefów zarządów, jeden szef oddziału i jeden komendant ośrodka szkolenia, a także trzech oficerów.
1. płk Ludwik Kuropatwa s. Stanisława – komendant Centralnego Ośrodka Szkolenia Wojskowej Służby Wewnętrznej im. Feliksa Dzierżyńskiego w Mińsku Mazowieckim (1973),
2. st. chor. sztab. Aleksander Safon[11] – szef Delegatury Wojskowej Służby Wewnętrznej (pośmiertnie 1975),
3. płk mgr Józef Muzyka – szef Oddziału Wojskowej Służby Wewnętrznej w Lublinie (1976),
4. płk Zygmunt Szyfler s. Stanisława – szef Zarządu WSW Wojsk Lotniczych w Poznaniu (1978),
5. płk mgr Władysław Mrowiec s. Leona – zastępca szefa Wojskowej Służby Wewnętrznej – szef Zarządu III (1979),
6. mjr Stanisław Rychel – oficer Wojskowej Służby Wewnętrznej (1980),
7. płk mgr Edmund Buła s. Józefa – zastępca szefa Wojskowej Służby Wewnętrznej (1982),
8. płk mgr Ryszard Rybarczyk – oficer Wojskowej Służby Wewnętrznej (1982),
9. płk Władysław Gendera – oficer Wojskowej Służby Wewnętrznej (1983),
10. płk mgr Wiktor Pawłowski s. Franciszka – zastępca szefa Wojskowej Służby Wewnętrznej – szef Zarządu V (1983),
11. płk mgr Eugeniusz Smolarczyk s. Jana – szef Zarządu WSW Śląskiego Okręgu Wojskowego we Wrocławiu (1984),
12. płk mgr Antoni Kubicki s. Franciszka – zastępca szefa Wojskowej Służby Wewnętrznej – szef Zarządu III (1985),
13. płk mgr Zenon Binas s. Bolesława – szef Zarządu WSW Wojsk Lotniczych w Poznaniu (1986),
14. płk mgr Marian Wichrzyński s. Jana – szef Zarządu WSW Pomorskiego Okręgu Wojskowego w Bydgoszczy (1987).